# 布倫察山
43°14′17.34″N 2°01′00.13″W / 43.2381500°N 2.0167028°W

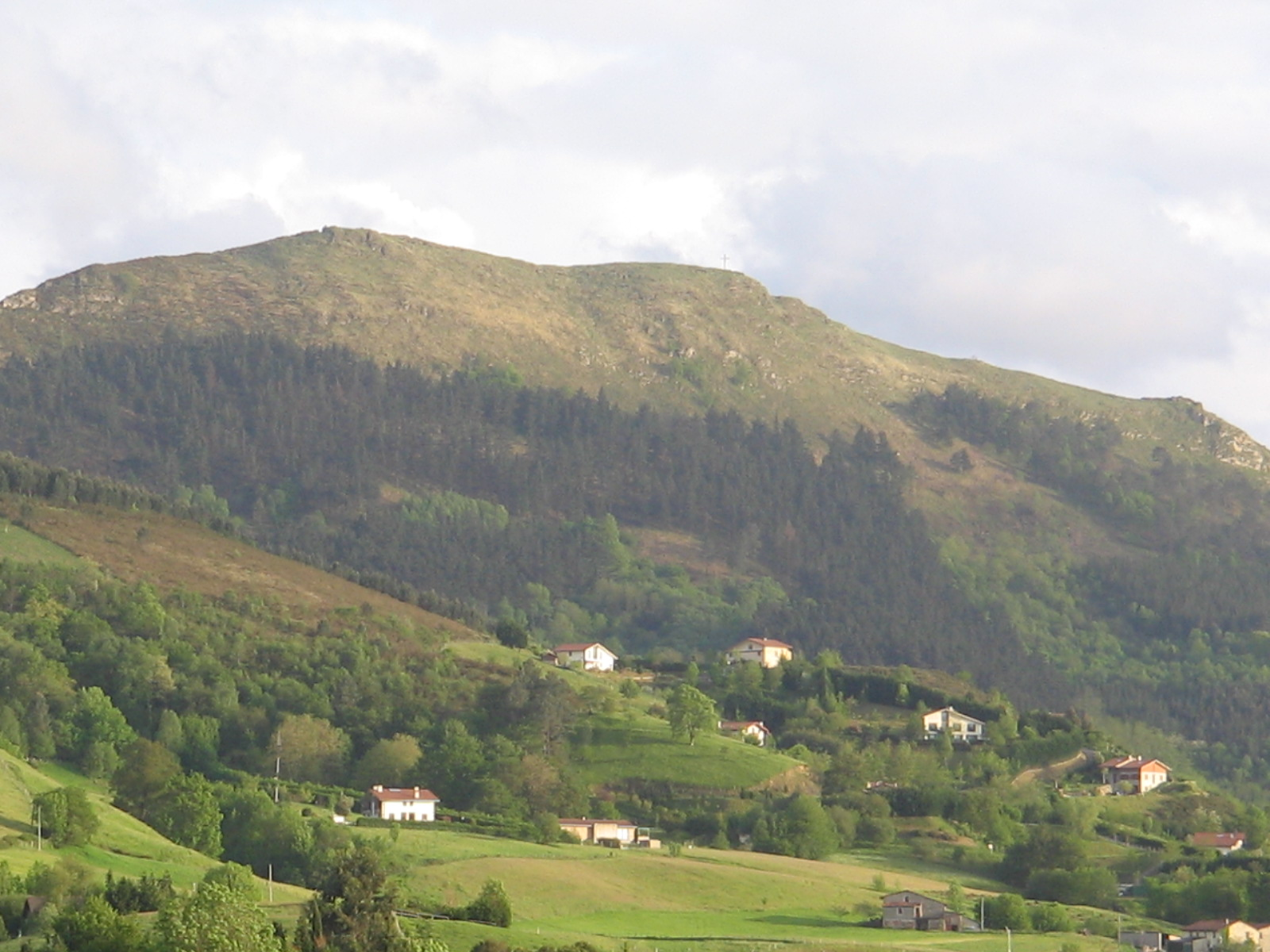

布倫察山（西班牙語：Burunza），是西班牙的山峰，位於該國北部巴斯克地區，處於聖塞瓦斯蒂安以南12公里，屬於巴斯克山脈的一部分，海拔高度441米，西面以奧里亞河為界。